# Манометр

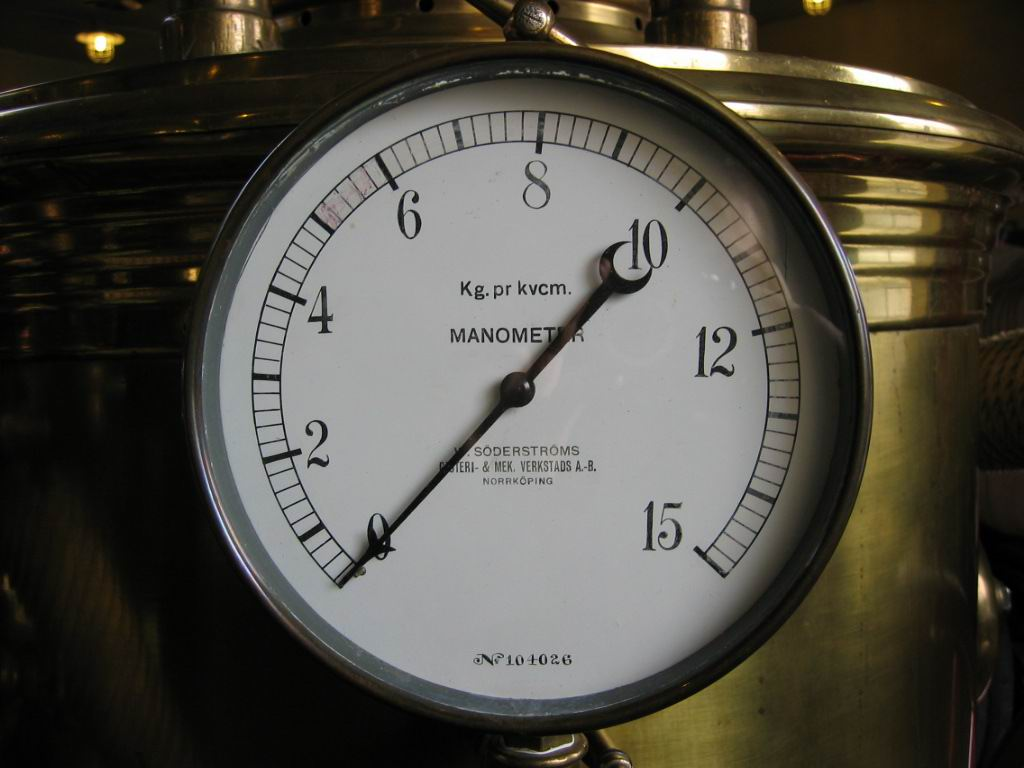
Пружинний манометр. Зовнішній вигляд.

Мано́метр (від грец. manós  — рідкий, нещільний та грец. métron  — міра, грец. metréo — вимірюю) — прилад для вимірювання тиску рідини, газу або пари.
Манометри застосовуються у всіх випадках, коли необхідно знати, контролювати і регулювати тиск. Найчастіше манометри застосовують у теплоенергетиці, на хімічних, нафтохімічних підприємствах, підприємствах харчової галузі.

## Класифікація

### За принципом дії

Основою вимірювальної системи манометра є чутливий елемент, котрий виконує функцію первинного перетворювача тиску. Залежно від принципу дії і конструкції чутливого елемента розрізняють манометри рідинні, поршневі і деформаційні. Останнім часом знаходять застосування прилади, дія яких базується на вимірюванні змін фізичних властивостей різних речовин під дією тиску.

#### Деформаційні манометри
Деформаційні (пружинні) манометри — найпоширеніші засоби вимірювання тиску. Виготовляються з пружними чутливими елементами у вигляді манометричної пружини (рис. а), трубки Бурдона, гнучкої мембрани (рис. б) і гнучкого сильфона

### За функціональними ознаками
Окрім манометрів з безпосереднім відображенням показів (показувальні) чи їх реєстрацією (реєструвальні), широко використовуються так звані безшкальні манометри з уніфікованими пневматичними або електричними вихідними сигналами, які надходять у системи контролю, автоматичного регулювання і керування технологічними процесами.

### За призначенням
За призначенням манометри бувають:
- для вимірювання абсолютного тиску, відлік якого ведеться від нуля (абсолютного вакууму);
- для вимірювання надлишкового тиску, тобто різниці між абсолютним і атмосферним тиском, коли абсолютний тиск більший від атмосферного;
- для вимірювання різниці двох тисків, які відмінні від атмосферного та мають назву диференціальні манометри;
- для вимірювання тиску розріджених газів  — вакуумметри;
- для вимірювання атмосферного тиску  — барометри.

|  |  |

## Різновиди
До групи приладів, що вимірюють надлишковий тиск, входять:
- Манометри — прилади з верхнім діапазоном вимірювання від 0,06 до 1000 МПа (вимірюють надлишковий тиск — додатну різницю між абсолютним і барометричним тиском);
- Вакуумметри — прилади, що вимірюють розрідження (тиск, нижчий від атмосферного);
- Мановакуумметри — манометри, що вимірюють як надлишковий (від 60 до 240 000 кПа кПа), так і вакуумметричний тиск;
- Напороміри — манометри малих надлишкових тисків (до 40 кПа);
- Тягоміри — вакуумметри з межею вимірювання до мінус 40 кПа;
- Тягонапороміри — мановакуумметри з крайніми межами вимірювання, що не перевищують ±40 кПа;

Більшість манометрів виготовляють відповідно до загальноприйнятих стандартів, тому манометри різних марок взаємозаміні. Вибирають манометр за такими параметрами: межа вимірювання, діаметр корпусу, клас точності приладу, діаметр різьби штуцера і його розташування (радіальний, осьовий).
Також існують манометри, що вимірюють абсолютний тиск, тобто надлишковий тиск + атмосферний.
Прилад, що вимірює атмосферний тиск, називають барометром.

## Типи манометрів

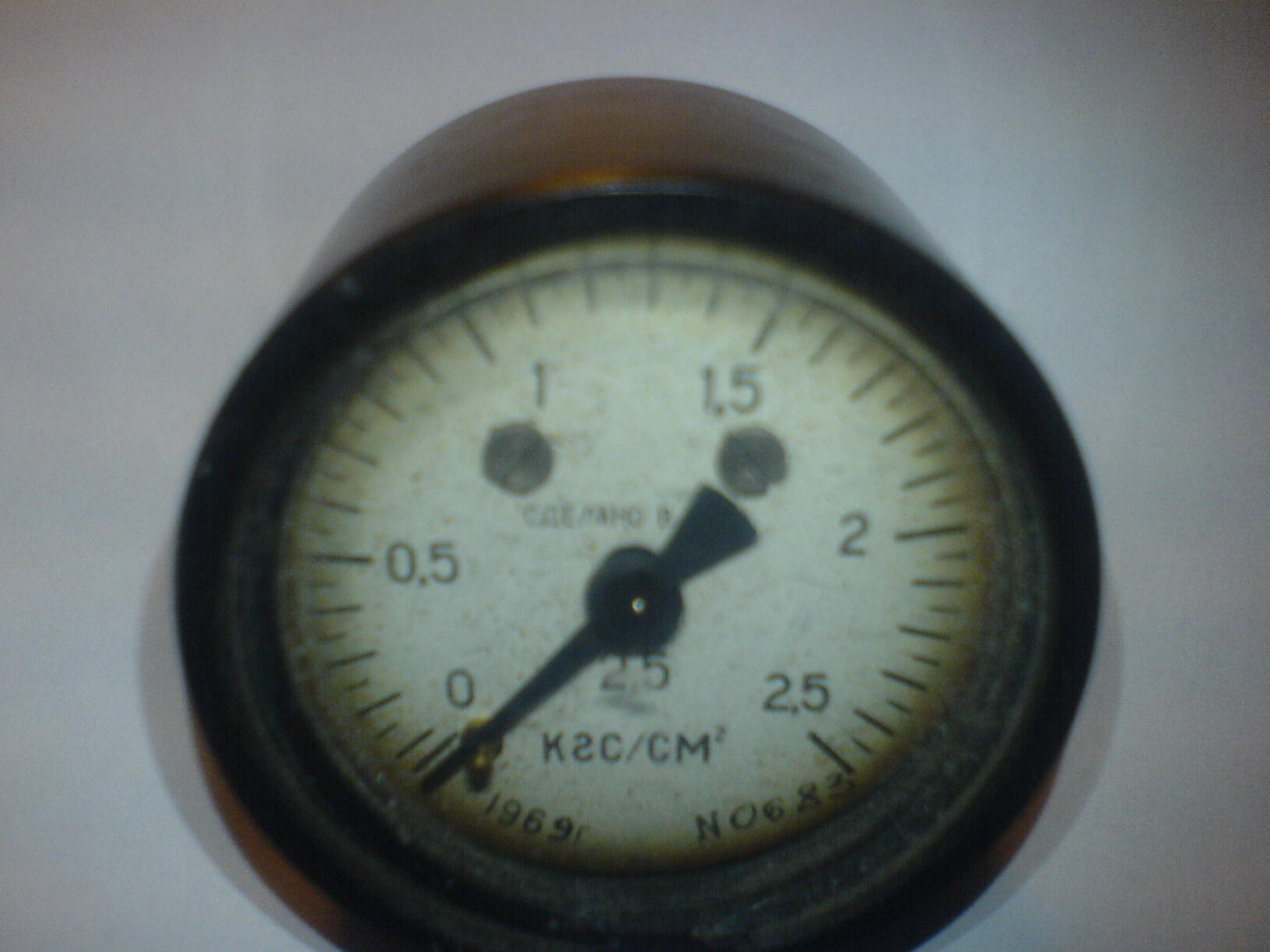
Манометр низького тиску (СРСР)

Залежно від конструкції, чутливості елемента розрізняють манометри рідинні, вантажопоршневі, деформаційні (з трубчастою пружиною або мембраною). Манометри поділяють за класами точності: 0,15; 0,25; 0,4; 0,6; 1,0; 1,5; 2,5; 4,0 (що менше число, то точніший прилад).

## Види манометрів

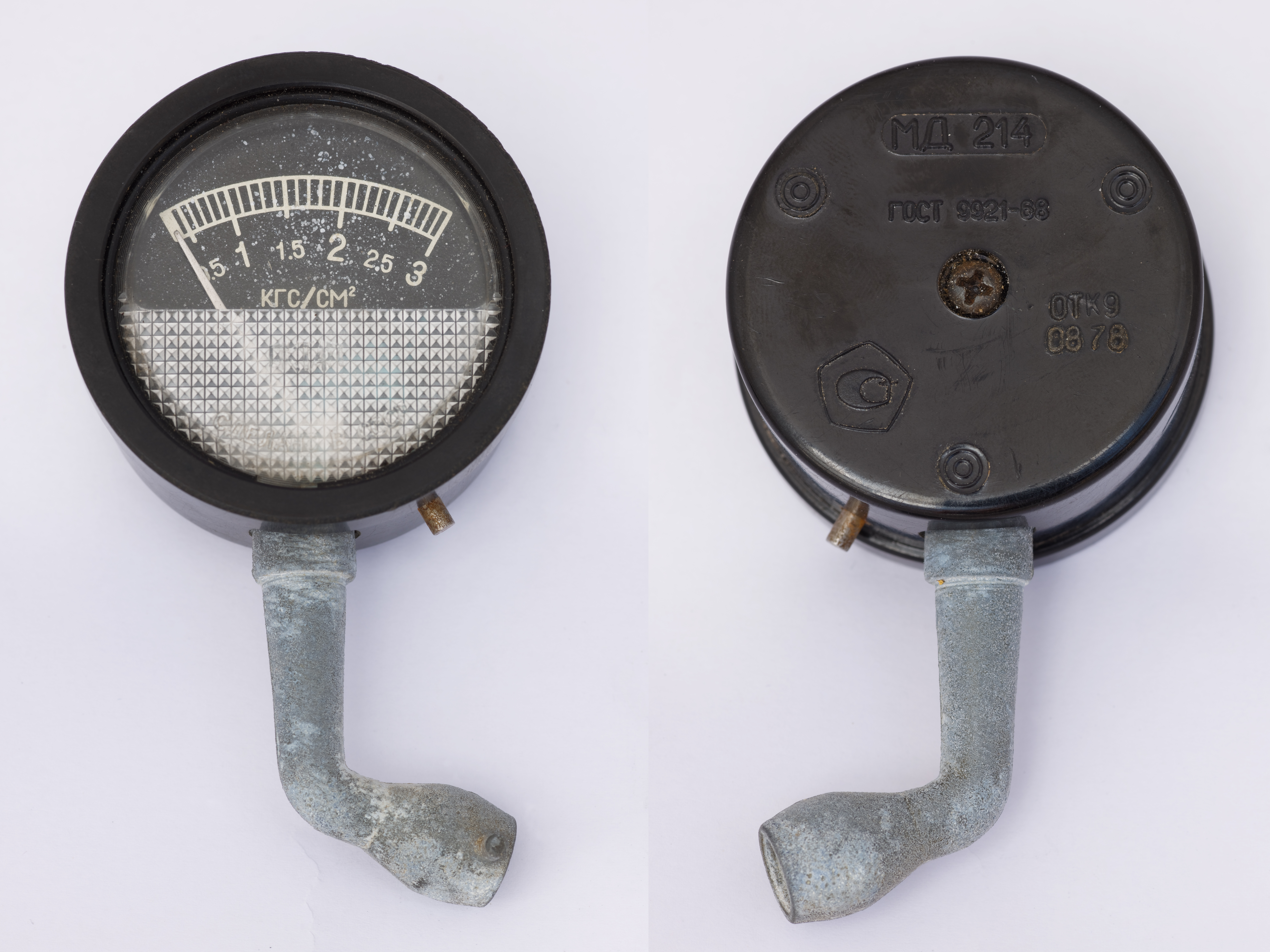
Манометр для вимірювання тиску в автомобільних шинах.

За призначеннями манометри можна розділити на технічні — загальнотехнічні, електроконтактні, спеціальні, самописні, залізничні, вібростійкі (гліцеринозаповнені), суднові й еталонні (аналогові).
Загальнотехнічні призначені для вимірювання не агресивних до сплавів міді рідин, газів і пар.

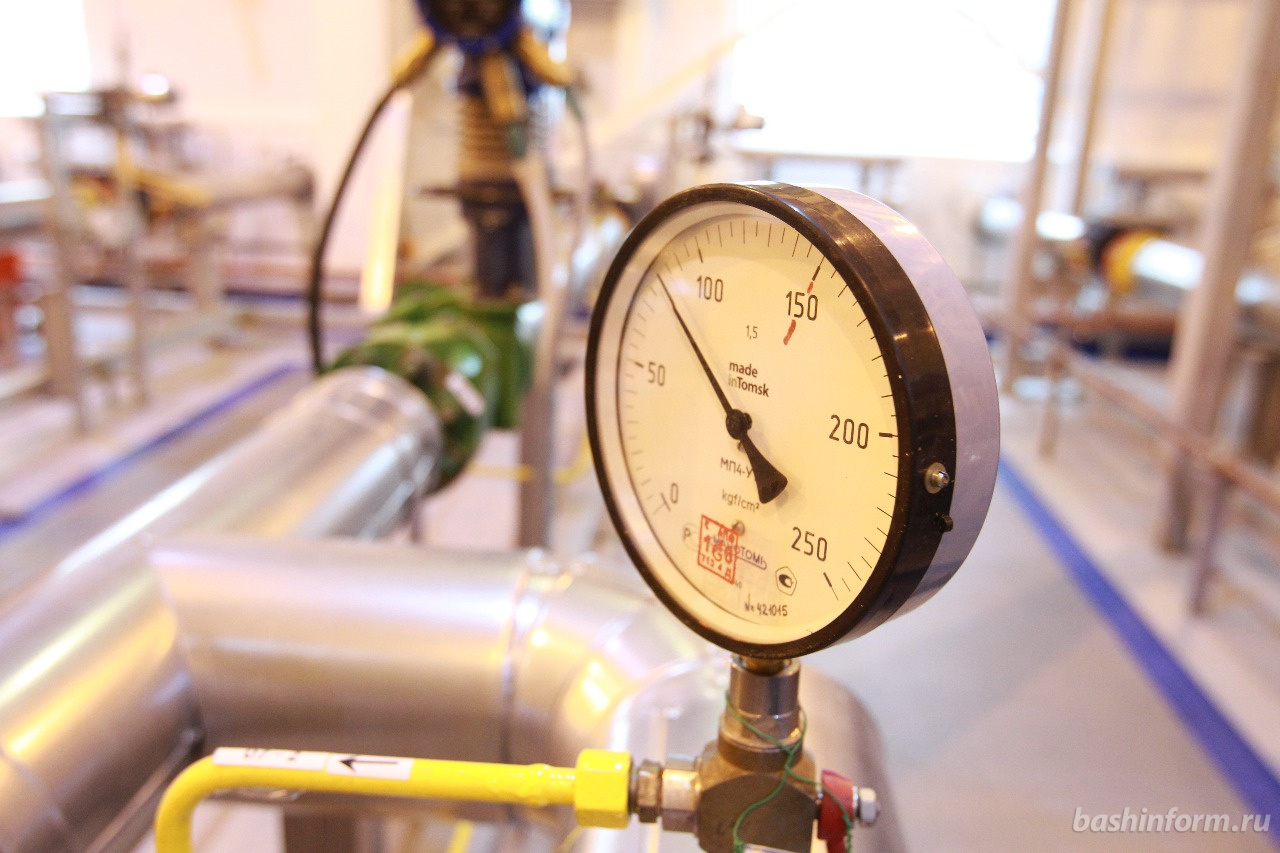
Манометр для вимірювання тиску природного газу

Електроконтактні манометри в конструкції мають спеціальні групи електричних контактів (зазвичай 2). Одна група контактів відповідає найменшому заданому тиску, друга група — найбільшому. Значення меж можна змінювати. Групу найменшого тиску (як і групу найбільшого тиску) можна увімкнути в електричне коло позиційного регулювання або сигналізації. В деяких випадках можуть бути задіяні обидві групи. Кожну з груп можна вивести за межі шкали манометра і не використовувати. Електроконтактні манометри як правило не слід використовувати для зняття показів з огляду на те, що вказівна стрілка при механічній взаємодії з контактною групою може неточно показувати величину тиску — виникає помітна похибка. Особливо популярним приладом цієї групи є ЕКМ 1у, хоча його давно знято з виробництва. Для роботи в умовах можливої загазованості горючими газами слід використовувати електроконтактні манометри у вибухозахищеному виконанні.
Спеціальні:
- кисневі — мають бути знежиреними, оскільки іноді навіть незначне забруднення механізму за контакту з чистим киснем може спричинити загоряння. Часто випускають у корпусах блакитного кольору з позначенням на циферблаті О2 (кисень);
- ацетиленові — не допускають у виготовленні вимірювального механізму сплавів міді, оскільки за контакту з ацетиленом існує небезпека утворення вибухонебезпечного ацетиленіду міді;
- аміачні — мають бути корозійностійкими.

Еталонні, маючи вищий клас точності (0,15;0,25;0,4), служать для перевірки і калібрування інших манометрів. Встановлюються такі прилади в більшості випадків на вантажопоршневих манометрах або будь-яких інших установках, здатних розвивати потрібний тиск.
Суднові манометри призначені для експлуатації на річковому і морському флоті.
Залізничні призначені для експлуатації на залізничному транспорті.
Самописні — манометри в корпусі, з механізмом, який дозволяє відтворювати на діаграмному папері графік роботи манометра.

## Манометр з трубкою Бурдона
Манометри з трубкою Бурдона для холодильного обладнання призначені для одночасного вимірювання тиску пари і залежної від нього температури пари. На випадок застосування холодоагентів різних видів передбачена комплектація приладу декількома температурними шкалами. Прилади розраховані на застосування найпоширеніших неорганічних і органічних холодоагентів. У цьому випадку слід взяти до уваги стійкість матеріалу, з якого виготовлено манометр.

### Принцип роботи
Основою принципу механічного вимірювання тиску є еластичний вимірювальний елемент, здатний під впливом стискувального навантаження деформуватися строго певним чином і зазнану деформацію відтворювати. За допомогою стрілкового пристрою ця деформація перетворюється в обертальний рух стрілки. За допомогою масштабування циферблата можна дізнатися тиск, зазнаний вимірювальним елементом, і пов'язану з ним температуру пари.

### Температурна шкала
Існує пряма залежність між температурою і тиском. Тому манометри комплектують двома шкалами:
- На одній відображається виміряний тиск, на інший розраховане значення температури.
- Значення температурних шкал засновані на таблицях властивостей водяної пари насичених холодоагентів за еталонного значення тиску 1013,25 мбар.

Вони дотримуються тільки для чистих холодоагентів, зазначених на шкалі. Оскільки на практиці хімічно чисті холодоагенти використовують вкрай рідко, а робочий тиск не збігається з еталонним, на циферблаті відображається приблизна температура. Але для роботи цього цілком достатньо.

### Діапазони вимірювання
Особливістю манометрів, що працюють з холодоагентами, є наявність комбінованої шкали з показами тиску і температури. На стандартній шкалі дається ціна поділки в барах і °С. Можливі варіанти показу температури в "F, а тиску — в кПа/МПа або ф/кв. дюйм.

### Заповнювальна рідина
Манометри з заповнювальною рідиною застосовують для вимірювань, пов'язаних зі значними змінними навантаженнями, а також із сильною вібрацією або пульсацією. Рідина забезпечує плавність ходу стрілки і хорошу зчитуваність показів навіть за найбільшого навантаження і сильної вібрації. Крім того, мастильна дія амортизаційної рідини значно знижує знос приладу. Здебільшого, як амортизаційну рідину використовують гліцерин.

### Контакти
У приладах з електричним вимірювальним датчиком або кінцевим контактом застосовують парафінове масло, яке не є провідником. Як додатковий варіант використовують силіконовий наповнювач різного ступеня в'язкості.

## Теплопровідність
Теплопровідні манометри ґрунтуються на зменшенні теплопровідності газу з тиском. У таких манометрах вбудовано нитку розжарення, яка нагрівається при пропусканні через неї струму. Для вимірювання температури нитки розжареення можна використати термопару або датчик визначення температури через опір (ДВТО). Ця температура залежить від швидкості з якою нитка розжарення віддає тепло навколишньому газу і, таким чином, від теплопровідності. Часто використовують манометр Пірані, в якому єдина нитка розжарення з платини одночасно слугує нагрівальним елементом і ДВТО. Ці манометри дають точні покази в інтервалі між 10 і 10−3 мм рт. ст., але вони досить чутливі до хімічного складу вимірюваних газів.

### Дві нитки розжарювання
Одна дротяна спіраль використовується як нагрівач, інша ж — для вимірювання температури через конвекцію.

### Манометр Пірані (одна нитка)
Манометр Пірані складається з металевої дротини, відкритої до вимірюваного тиску. Дріт нагрівається електричним струмом і охолоджується навколишнім газом. При зменшенні тиску газу охолоджувальний ефект теж зменшується і рівноважна температура дроту збільшується. Опір дроту є функцією температури: вимірюючи напругу на дроті і силу струм у в ньому, можна визначити опір (а отжен й тиск газу). Цей тип манометра вперше сконструював Марселло Пірані.
Термопарний і термісторний манометри працюють схожим чином. Відмінність у тому, що для вимірювання температури нитки розжарювання застосовують термопару і термістор.
Межі вимірювання: 10−3 — 10 мм рт. ст. (грубо 10−1 — 1000 Па).

### Іонізаційний манометр
Іонізаційні манометри — найчутливіші вимірювальні прилади для дуже низьких тисків. Вони вимірюють тиск побічно через вимірювання йонів утворюваних під час бомбардування газу електронами. Що менша густина газу, то менше йонів утвориться. Калібрування йонного манометра нестабільне і залежить від природи вимірюваних газів, яка не завжди відома. Його можна відкалібрувати через порівняння з показами манометра Мак Леода, які значно стабільніші і незалежні від хімії.
Термоелектрони співударяються з атомами газу і генерують йони, які притягуються до електрода під відповідною напругою — колектора. Струм у колекторі пропорційний швидкості йонізації, яка є функцією тиску в системі. Таким чином, вимірювання струму колектора дозволяє визначити тиск газу. Є кілька підтипів іонізаційних манометрів.
Межі вимірювання: 10−10 — 10−3 мм рт. ст. (грубо 10−8 — 10−1 Па)
Більшість іонізаційних манометрів належать до одного з двох видів: з гарячим катодом і холодним катодом. Третій вид — це манометр з обертовим ротором, чутливіший і дорожчий, ніж перші два. У разі гарячого катода електрично нагрівана нитка розжарення створює електронний промінь. Електрони проходять через манометр і йонізують молекули газу навколо себе. Утворені йони збираються на негативно зарядженому електроді. Струм залежить від числа йонів, яке, в свою чергу, залежить від тиску газу. Манометри з гарячим катодом точно вимірюють тиск у діапазоні від 10−3 мм рт. ст. до 10−10 мм рт. ст. Принцип манометра з холодним катодом такий самий, за винятком того, що електрони утворюються в розряді отриманому завдяки високовольтному електричному розряду. Манометри з холодним катодом точно вимірюють тиск у діапазоні від 10−2 мм рт. ст. до 10−9 мм рт. ст. Калібрування іонізаційних манометрів дуже чутливе до конструкційної геометрії, хімічного складу вимірюваних газів, корозії і поверхневих напилень. Їх калібрування може стати непридатним при ввімкненні за атмосферного або дуже низького тиску. Склад вакууму за низьких тисків зазвичай непередбачуваний, тому для точних вимірювань мас-спектрометр слід використовувати одночасно з іонізаційним манометром.

### Гарячий катод
Іонізаційний манометр з гарячим катодом Баярда-Алперта зазвичай складається з трьох електродів, які працюють у режимі тріода, де катодом є нитка розжарення. Три електроди — це колектор, нитка розжарення і сітка. Струм колектора вимірюється в пікоамперах електрометром. Різниця потенціалів між ниткою розжарення і землею зазвичай становить 30 В, тоді як сітка перебуває під постійною напругою 180—210 В, якщо немає електронного бомбардування через нагрів сітки, яка може мати високий потенціал приблизно 565 В. Найпоширеніший іонізаційний манометр — з гарячим катодом Баярда-Алперта з маленьким іонним колектором усередині сітки. Електроди може оточувати скляний кожух з отвором до вакууму, але зазвичай його не використовують і манометр вбудовується у вакуумний прилад безпосередньо і контакти виводяться через керамічну плату в стінці вакуумного пристрою. Іонізаційні манометри з гарячим катодом можуть пошкодитись або втратити калібрування, якщо їх увімкнути за атмосферного тиску або навіть за низького вакууму. Виміри іонізаційних манометрів з гарячим катодом завжди логарифмічні.
Електрони, випромінені ниткою розжарення, рухаються кілька разів у прямому і зворотному напрямку повз сітку поки не потраплять на неї. Під час цих рухів, частина електронів стикається з молекулами газу і формує електрон-іонні пари (електронна іонізація). Число таких іонів пропорційне густині газу помноженій на термоелектронний струм, і ці йони летять на колектор, формуючи йонний струм. Оскільки густина газу пропорційна тиску, тиск оцінюється через вимірювання йонного струму.
Чутливість до низького тиску манометрів із гарячим катодом обмежена фотоелектричним ефектом. Електрони, що потрапляють на сітку, випускаяють рентгенівські промені, які створюють в іонному колекторі фотоелектричний шум. Це обмежує діапазон старіших манометрів з гарячим катодом до 10−8 мм рт. ст. і Баярда-Алперта приблизно до 10−10 мм рт. ст. Додаткові дроти під потенціалом катода у промені огляду між іонним колектором і сіткою запобігають цьому ефекту. У типі вилучення йони притягуються не проводом, а відкритим конусом. Оскільки йони не можуть вирішити, яку частину конуса вдарити, вони проходять через отвір і формують іонний промінь. Цей промінь іона може бути переданий на:
- циліндр Фарадея,
- мікроканальну пластину[ru] з циліндром Фарадея,
- квадрупольний мас-аналізатор[ru] із циліндром Фарадея,
- квадрупольний мас-аналізатор із мікроканальною пластиною і циліндром Фарадея,
- іонну лінзу і прискорювальну напругу, спрямовані на ціль, щоб утворити розпилювальну гармату. У цьому випадку клапан пропускає газ у сітку-клітку.

### Холодний катод
Існує два види манометрів із холодним катодом: манометр Пеннінга (введений Максом Пеннінгом), і інвертований магнетрон. Головна відмінність між ними полягає в положенні анода відносно катода. У жодного з них немає нитки розжарення, і кожному з них для роботи потрібна напруга до 0,4 кВ. Інвертовані магнетрони можуть вимірювати тиски до 10−12 мм рт. ст.
Такі манометри не можуть працювати якщо генеровані катодом йони рекомбінують перш, ніж досягнуть анода. Якщо середня довжина вільного пробігу в газі менша, ніж розміри манометра, то струм на електроді зникне. Практична верхня межа вимірюваного тиску манометра Пеннінга 10−3 мм рт. ст.
Так само манометри з холодним катодом можуть не увімкнутися за дуже низьких тисків, оскільки майже повна відсутність газу заважає встановлювати електродний струм — особливо в манометрі Пеннінга, який використовує допоміжне симетричне магнітне поле, щоб створити траєкторії йонів порядку метрів. У навколишньому повітрі відповідні іонні пари формуються за допомогою впливу космічної радіації; в манометрі Пеннінга вжито заходів, щоб полегшити встановлення шляху розряду. Наприклад, електрод у манометрі Пеннінга зазвичай точно звужується, для полегшення польової емісії електронів.
Цикли обслуговування манометрів з холодним катодом взагалі вимірюються роками, залежно від типу і тиску газу, в якому вони працюють. Використання манометра з холодним катодом у газах із суттєвими органічними компонентами, такими як залишки мастила в насосі, може призвести до зростання тонких вуглецевих плівок у межах манометра, які врешті-решт замикають електроди манометра або перешкоджають генеруванню шляху розряду.

## Застосування манометрів
Манометри застосовуються у всіх випадках, коли необхідно знати, контролювати і регулювати тиск. Найчастіше манометри застосовують у теплоенергетиці, на хімічних, нафтохімічних підприємствах, підприємствах харчової галузі.
Манометр обприскувача — це спеціальний тип манометра, який використовується на обприскувачах для контролю тиску в системі розпилення рідини. Він допомагає фермерам точно налаштовувати тиск для досягнення оптимального покриття на полі.

## Колірне маркування
Досить часто корпуси манометрів, призначених для вимірювання тиску газів, фарбують у різні кольори. Так, манометри з блакитним кольором корпусу призначені для вимірювання тиску кисню. Жовтий колір корпусу мають манометри на аміак, білий — на ацетилен, темно-зелений — на водень, сірувато-зелений — на хлор. Манометри на пропан і інші горючі гази мають червоний колір корпусу. Корпус чорного кольору мають манометри, призначені для роботи з негорючими газами.